# Lutz Buschkow

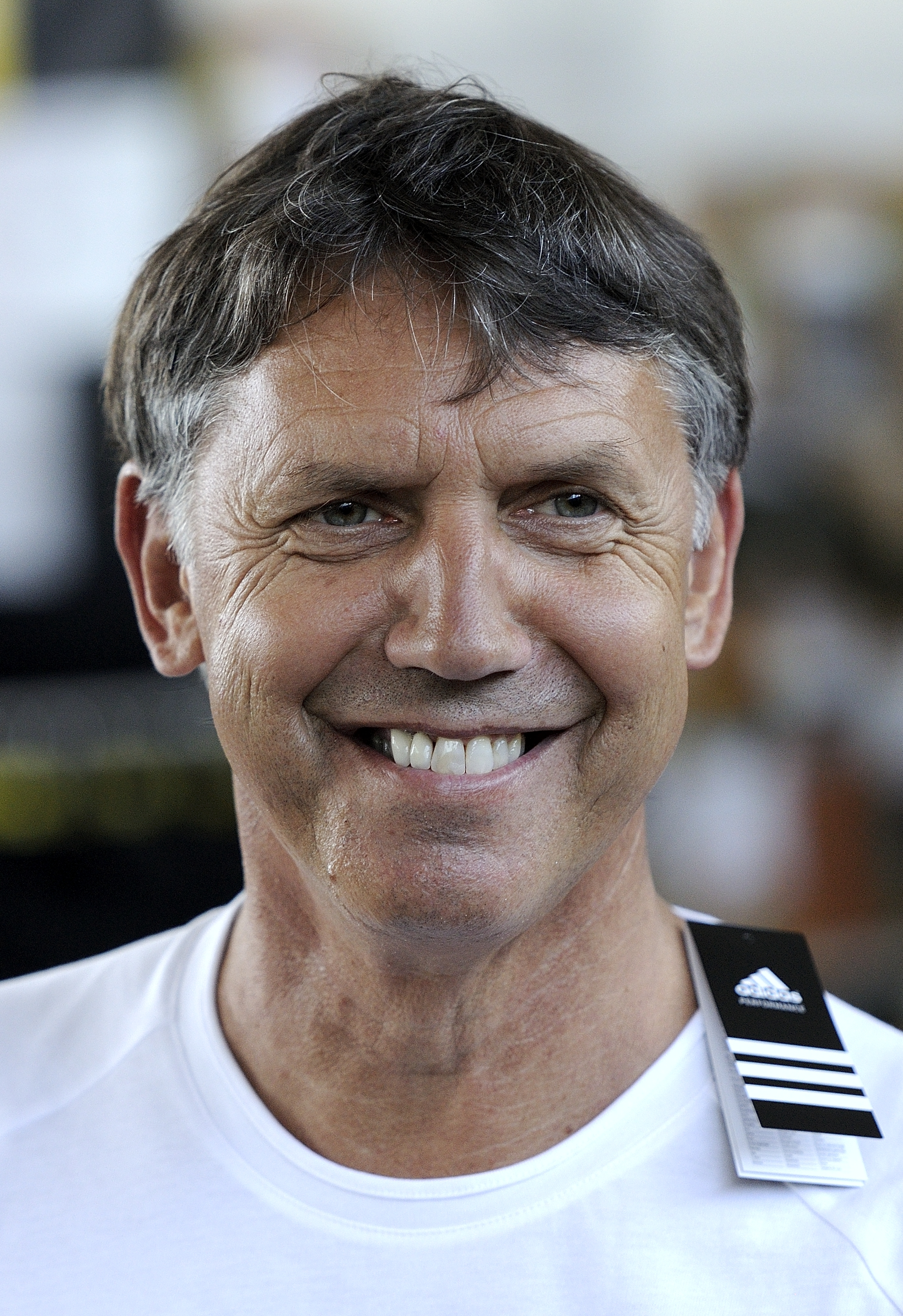
Buschkow bei der Einkleidung der Deutschen Olympiamannschaft 2016

Lutz Buschkow (* 1. Oktober 1957 in Ost-Berlin) ist ein deutscher Trainer im Wasserspringen.

## Karriere
Als Kind besuchte Lutz Buschkow die Berliner Kinder- und Jugendsportschule Ernst Grube. Als er elf Jahre alt wurde, begann er beim Wasserspringen sich sportlich zu betätigen und nahm bis 1974 an mehreren Kinder- und Jugendspartakiaden teil.
Nach seinem Diplom-Sportlehrerstudiums 1980 arbeitete er als Trainer im Berliner TSC, einem Leistungszentrum der Wasserspringer in der Deutschen Demokratischen Republik (DDR).
1991 wurde Buschkow Bundesstützpunkttrainer in Berlin und Bundestrainer Wasserspringen für die Bereiche Sichtung und Jugend.
Nach den Europameisterschaften im Sommer 2002 wurde Lutz Buschkow vom Deutschen Schwimm-Verband (DSV) zum Chefbundestrainer Wasserspringen ernannt und trat somit die Nachfolge von Ursula Klinger an, da sie zur Sportdirektorin Wasserspringen befördert wurde.
Von 1993 an war Buschkow im Betriebsrat des DSV aktiv. Im ersten Jahr als stellvertretender Vorsitzender, ab 1994 dann als Vorsitzender bis 2008.
Vom Herbst 2008 bis Ende 2016 war Buschkow als Nachfolger von Örjan Madsen Leistungssportdirektor des DSV und war weiterhin als Chefbundestrainer Wasserspringen. Den Posten gab er Ende 2016 wegen der Doppelbelastung auf und ist seitdem als Chefbundestrainer Wasserspringen tätig.
Am 18. August 2022 wurde er, während der laufenden EM in Rom, vom DSV als Bundestrainer Wasserspringen mit sofortiger Wirkung suspendiert. Das war die Reaktion des DSV auf die gegen Buschkow erhobenen Vorwürfe in der ARD-Dokumentation: „Missbraucht – Sexualisierte Gewalt im deutschen Schwimmsport“. Mitte Oktober 2022 wurde bekannt und von Buschkow bestätigt, dass er am 14. Oktober 2022 außerordentlich fristlos gekündigt wurde, wogegen er arbeitsrechtlich vorgehen wolle.

## Erfolge
Als Bundesstützpunkttrainer in Berlin trainierte er u. a. erfolgreich Holger Schlepps (zwei Medaillen bei den Weltmeisterschaften 1998) und Anke Piper (drei Medaillen bei den Europameisterschaften).
Unter seiner Leitung als Chefbundestrainer Wasserspringen wurden von 2002 bis 2017 über 100 internationale Medaillen für den Deutschen Schwimm-Verband gewonnen: 4 Medaillen bei Olympischen Spielen, 16 Medaillen bei Weltmeisterschaften und 86 Medaillen bei Europameisterschaften.

## Kontroversen
Im August 2022 wurde durch die Dokumentation Missbraucht – Sexualisierte Gewalt im deutschen Schwimmsport der Sportschau der Vorwurf erhoben, dass Lutz Buschkow im Jahr 1997 dazu beigetragen habe, „dass der Missbrauch an Wasserspringer Jan Hempel durch seinen damaligen Trainer Werner Langer nie aufgearbeitet wurde und man deshalb Lehren für die Zukunft gezogen habe“. Die damalige Bundestrainerin Ursula Klinger soll Buschkow, laut Jan Hempel und einem weiteren Zeitzeugen, über die Vorwürfe des sexuellen Missbrauchs an Hempel durch Langer informiert haben. Langer wurde mit dem Grund „Stasi-Vergangenheit“ vom DSV entlassen. Außerdem soll Buschkow lange Zeit den Trainer Stefan Lurz, trotz staatsanwaltschaftlicher Ermittlung gegen diesen wegen sexuellen Missbrauchs, weiter unterstützt und u. a. für den Preis „Trainer des Jahres 2013“ des DOSB vorgeschlagen haben. Lurz wurde 2021 wegen sexuellen Missbrauchs zu einer Bewährungsstrafe verurteilt.
Auf eine Anfrage nach einer Stellungnahme reagierte Buschkow laut den Autoren des Films nicht.